# Geragnostus
Genre
Synonymes
- † Geragnostella
- † Geratrinodus
- † Neptunagnostella

Espèces de rang inférieur
- Voir paragraphe #Liste des espèces

Geragnostus est un  genre fossile de très petits trilobites agnostides de la famille des Metagnostidae. Ces tout petits arthropodes marins ont vécu durant tout l'Ordovicien, soit il y a environ entre 485,4 et 443,8 millions d'années. Leurs fossiles sont connus en Europe, Amériques, Asie, Australie et au Maroc.

## Taxonomie
Geragnostus est très similaire au genre Trinodus. Chez Trinodus le lobe postérieur (M3) de l'axe du pygidium (ou rhachis) est nettement plus court que l'ensemble constitué des lobes antérieur et médian (M1 + M2). Au contraire le M3 est de même longueur, voire plus long que les deux autres lobes réunis.
Geragnostus n'est pas proche du genre Micragnostus, car sa glabelle montre une structure différente.
Certaines espèces initialement attribuées à Geragnostus ont été réassignées à d'autres genres :
- Geragnostus chronius = Oncagnostus (Strictagnostus) chronius
- Geragnostus hirundo = Segmentagnostus hirundo
- Geragnostus scoltonensis = Segmentagnostus scoltonensis

## Liste des espèces
- † G. sidenbladhi (Linnarsson, 1869) (Espèce type), synonyme : Agnostus sidenbladhi
- † G. balanolobus Turvey, 2005
- † G. clusus Whittington, 1963
- † G. consors (Holub, 1912), synonymes : Agnostus consors, Neptunagnostella consors
- † G. crassus Tjernvik, 1956
- † G. fabius Billings, 1865
- † G. fenhsiangensis Lu, 1975
- † G. gilcidae Rábano, Pek & Vaněk, 1985
- † G. hispanicus Rábano, Pek & Vaněk, 1985
- † G. kirgizica (Weber, 1948) synonymes : Trinodus glabratus var. kirgizica, T. kirgizica[4]
- † G. longicollis Raymond, 1925
- † G. occitanus Howell, 1935
- † G. perconvexus (Kobayashi & Hamada, 1978) synonyme : Geratrinodus perconvexus
- † G. splendens (Holub, 1912)
- † G. tullbergi (Novák, 1883) synonymes : Agnostus tullbergi, Geragnostella tullbergi
- † G. waldorfstatleri Turvey, 2005[5],[6]